# Čelikovo Polje
Čelikovo Polje (cyr. Челиково Поље) – wieś w Bośni i Hercegowinie, w Republice Serbskiej, w gminie Foča. W 2013 roku liczyła 4 mieszkańców.